# Петрос Протопападакіс
Петрос Протопападакіс (грец. Πέτρος Πρωτοπαπαδάκης; 1854–1922) — грецький політик, прем'єр-міністр країни.

## Життєпис
Народився 1854 року в гірському селі Апейранфос на острові Наксос. Вивчав математику і техніку в Парижі, проте дуже цікавився політикою. Був професором Школи евелпідів, грецької військової академії.
1902 був обраний до лав грецького Парламенту від консервативної Націоналістичної партії. Згодом вступив до лав Народної партії. Після цього отримав пост міністра економіки, а згодом — міністра юстиції в уряді Дімітріоса Гунаріса (1921–1922). 1922 року, під час провальної війни з турками, король Костянтин доручив Протопападакісу сформувати новий уряд. Останній став прем'єр-міністром, але протримався на цьому посту недовго — за кілька тижнів у країні стався військовий переворот.
Протопападакіса, як і кількох інших відомих політичних та військових діячів того періоду, було засуджено спеціальним трибуналом і страчено в Гуді 15 листопада 1922 року.